# Obuchovo, Leningrad oblast

Obuchovo (ryska: Обухово) är en by i Volchovskij rajon i Leningrad oblast i Ryssland. Byn hade endast en handfull invånare vid folkräkningen 2010.